# 国際運河
国際運河（こくさいうんが）とは、国際航路の要路にあたり、公海と公海とを結んでおり、国際条約によって運営が規定され、沿岸国以外のすべての国の船舶の自由航行が認められた運河。

## スエズ運河
地中海と紅海（スエズ湾）を結び、フランスのフェルディナン・ド・レセップス男爵によって1869年に建設されたスエズ運河は、1888年の「スエズ運河の自由航行に関する条約」で国際化された。エジプトのガマール・アブドゥン＝ナーセル大統領は、1956年に運河管理会社の国有化を宣言し、第二次中東戦争の原因となった。以後、長い間閉鎖され、再開されたのは第四次中東戦争停戦後の1975年のことである。

## パナマ運河
太平洋とカリブ海を結ぶパナマ運河は1901年の「ヘイ・ポンスフォート条約」によって国際化された。当初スエズ運河を拓いたレセップスの手により開削に着手されたものの諸般の事情により放棄され、その後パナマ運河地帯としてアメリカ合衆国によって建設が進められ、10年の歳月をかけて1914年に開通。長らくアメリカによる管理が続いた。1977年の「パナマ運河の永久中立と運営に関する条約」では、船舶の自由通航権を再確認した。1999年12月31日正午をもってパナマに完全返還され、現在はパナマ運河庁（ACP）が管理している。

## 北海・バルト海運河
北海・バルト海運河は北海とバルト海をむすぶ運河であり、最初に両海を繋いだのは、アイダー川を拡張して2つの海を結んだアイダー運河で1784年に完成した。この運河は幅29メートル、深さ3メートルと小規模で、航行は喫水の浅い船に制限されていた。1887年には新運河キール運河の建造が開始されて1895年に完成し、1907年と1914年の2回にわたり拡張された。1919年のヴェルサイユ条約で、この運河はドイツの主権下にはおかれるが、すべての国の商船に無害通航権が与えられた。